# Корнеліс Круземан
Корнеліс Круземан (нід. Cornelis Kruseman, нід. вимова: [kɔrˈneːlɪs ˈkrysəˌmɑn]; 25 вересня 1795 — 14 листопада 1857)- нідерландський художник.

## Життя
Корнеліс Круземан був сином Александра Гендріка Круземана (1765-1829) і Корнелії Бьотгер. З чотирнадцяти років Корнеліс почав відвідувати Амстердамську академію мистецтв, де вчився у Чарльза Говарда Ходжеса (1764-1837), Жана Огюстена Дайвайла (1786-1850) і Петруса Антоніуса Равеллі (1788-1861).
Круземан продовжував жити в Амстердамі, поки в 1821 році не відправився до Парижу і Італії. Він жив в Італії чотири роки, працював з художниками Жаном-Віктором Шнетцем і Луїсом Леопольдом Робером, вчився у них. В 1825 році, після повернення до Нідерландів, він поселився в Гаазі. В 1826 році він опублікував звіт про свою подорож під назвою «Aanteekeningen van C. Kruseman, betrekkelijk deszelfs kunstreis en verblijf in Italië».
3 жовтня 1832 року він одружився з Генрієттою Анжелікою Меєр. В 1841 році він знову поїхав до Італії, де мешкав до 1848 року. Через його захоплення Італією, сучасники-голландці називали його "італійський Круземан". З 1847 по 1854 рік він мешкав в Гаазі, а згодом в Ліссе до самої смерті.
Корнеліс Круземан помер 25 вересня 1795 року.
серед його численних учнів були його троюрідний брат Ян Адам Круземан, Герман Фредерік Карел тен Кате, Адріанус Йоханнес Енле і Раден Салех.
Творчий доробок Круземана включає в себе портрети, біблійні сцени і сцени з італійського життя. Автопортрет Круземана сьогодні експонується в Музеї ван Луна в Амстердамі, а його картина "Легенда"- в музеї Тейлора в Гарлемі. Картини Круземана зберігаюстья і в інших голландських музеях.
Ім'ям Круземана назване декілька вулиць, зокрема в Амстердамі. Нащадками Круземана створено фонд, метою якого є популяризація творчості Корнеліса і Яна Адама Круземанів.

## Нагороди
Лицар ордену Нідерландського лева (1831)
Командор ордену Дубового вінця (1842, Люксембург; орден вручав король Нідерландів).

## Галерея

Деякі твори
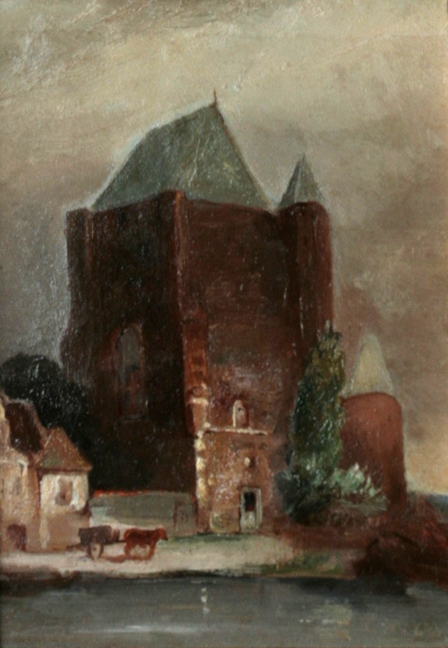
Башта біля води.
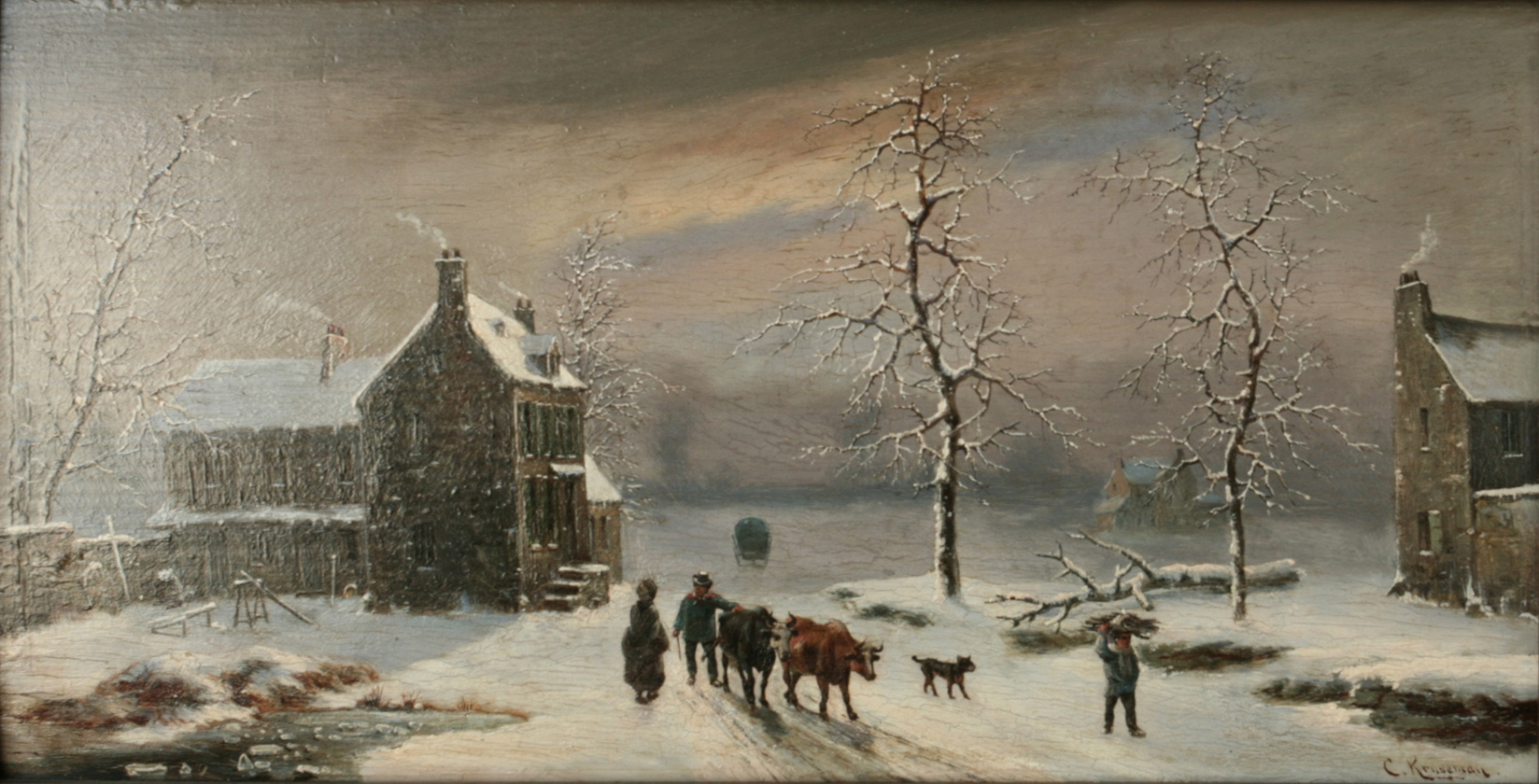
Зимовий ландшафт з людьми і коровами
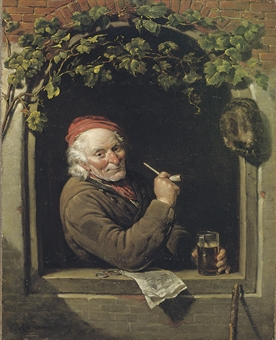
Чоловік з люлькою.
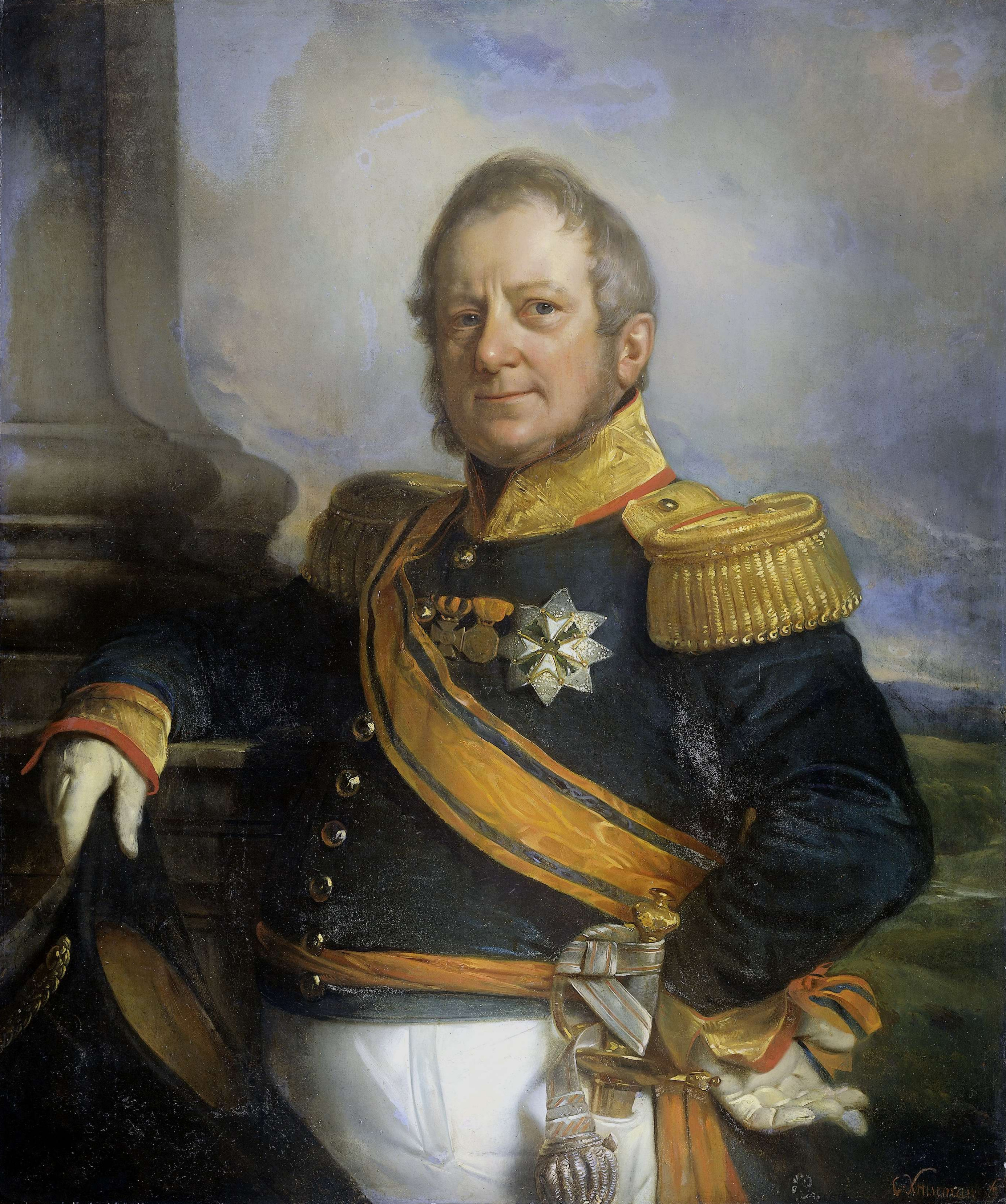
Портрет Гендрика Меркуса де Кока.
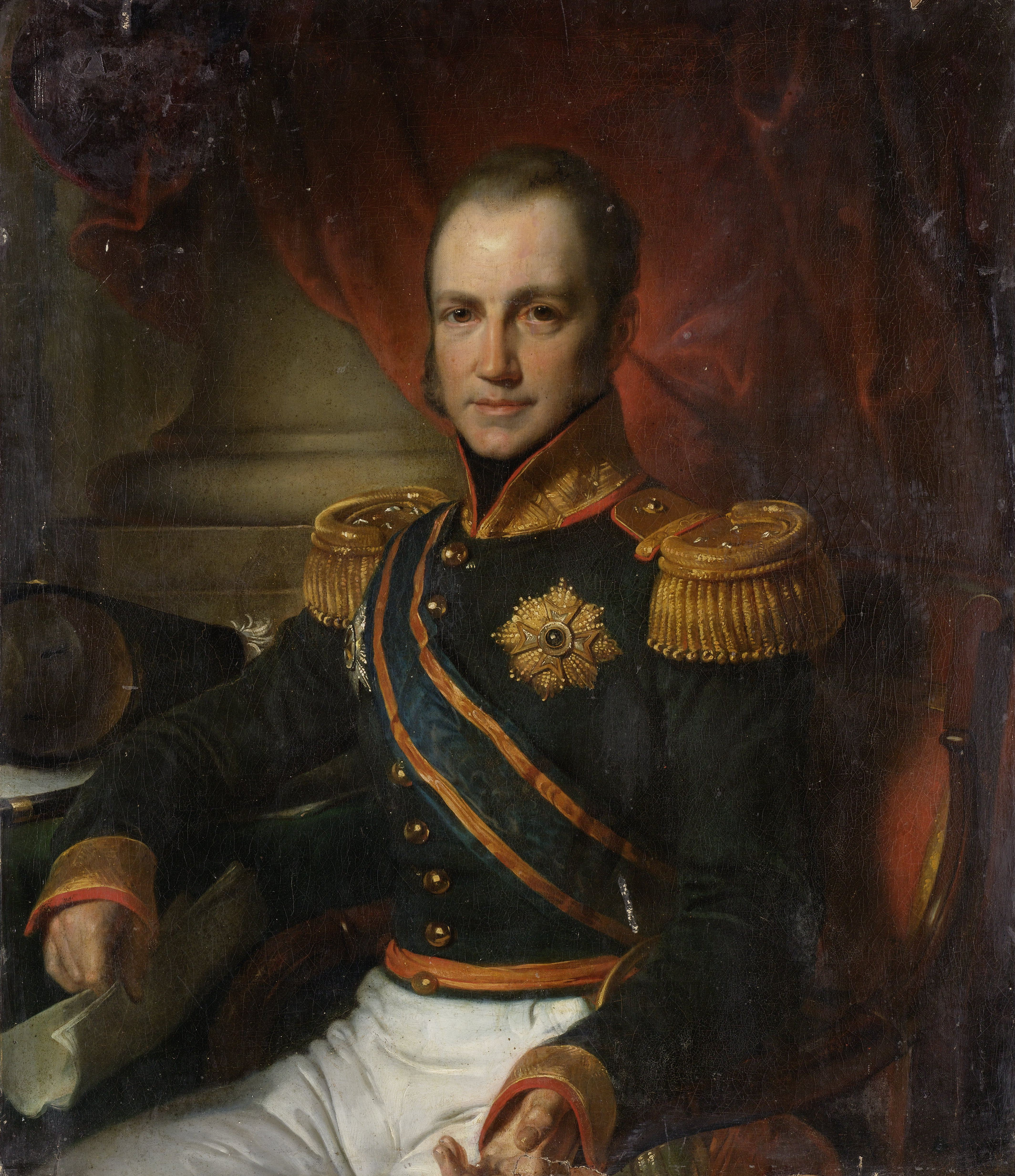
Портрет Годерта ван дер Капеллена.
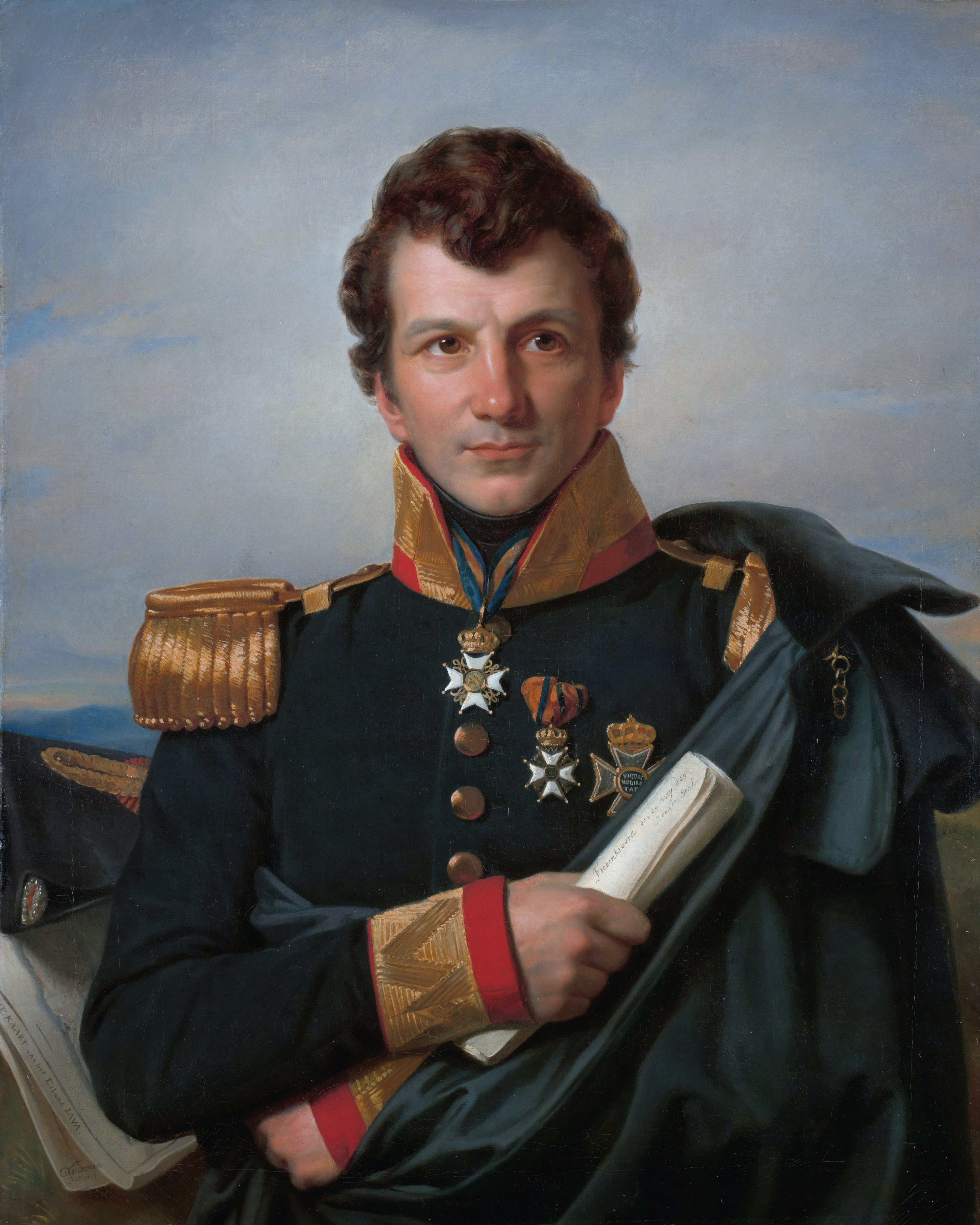
Портрет Йоганнеса ван ден Боша.